# Právo
Právo – wysokonakładowy dziennik czeski, wydawany od 18 września 1995 roku w Pradze. Jest kontynuacją wydawanego przez Komunistyczną Partię Czechosłowacji „Rudégo práva” – gazety, której korzenie sięgają roku 1920. Obecnie gazeta ma opinię niezależnej, jednak jej artykuły mają charakter lewicowy.